# Pilopogon guadalupensis
Pilopogon guadalupensis là một loài Rêu trong họ Dicranaceae. Loài này được (Brid.) J.-P. Frahm miêu tả khoa học đầu tiên năm 1991.